# 志岐豊
志岐 豊（しき ゆたか、1883年（明治16年）7月1日 - 1960年（昭和35年）7月16日）は、大日本帝国陸軍軍人。最終階級は陸軍中将。

## 経歴
1883年（明治16年）に福岡県で生まれた。陸軍士官学校第16期卒業。1929年（昭和4年）8月1日に陸軍歩兵大佐進級と同時に東京陸軍幼年学校長に着任し、1933年（昭和8年）3月に近衛歩兵第4連隊長に転じた。
1934年（昭和9年）8月1日に陸軍少将進級と同時に第12師団司令部附となり、1936年（昭和11年）8月に長崎要塞司令官に就任した。1937年（昭和12年）11月1日に陸軍中将に進級し待命、11月30日に予備役に編入された。
1947年（昭和22年）11月28日、公職追放仮指定を受けた。